# Muggia
Muggia – miejscowość i gmina we Włoszech, w regionie Friuli-Wenecja Julijska, w prowincji Triest.
Gmina Muggia leży na półwyspie Istria i jest jedyną jego częścią należącą do Włoch.
Według danych na rok 2004 gminę zamieszkiwało 13 299 osób, 1023 os./km².

## Miasta partnerskie
- Obervellach